# Személyiségpedagógia
Személyiségpedagógia a múlt század végén kibontakozó irányzat, amelynek programja először E. Linde könyvében (Persönlichkeitspädagogik, 1897.) fogalmazódott meg. Képviselőinek egyik csoportja a korabeli iskolákban uralkodó módszertani sematizmussal vette fel a harcot úgy, hogy a tanító személyiségének pedagógiai jelentőségére hívta fel a figyelmet (idetartozott H. Scharrelmann, F. Gansberg, Ludwig Gurlitt, H. Itschner és B. Otto). Mások az újkantianizmus pedagógiájára alapozták személyiségpedagógiai koncepciójukat (pl. Georg Kerschensteiner, Eduard Spranger). Magyarországon Schneller István dolgozott ki önálló és egységes személyiségpedagógiai rendszert, melynek középpontjában a tanuló személyiségének etikai fejlesztése áll.